# نیمه گمشده (فیلم)
نیمه گمشده فیلمی به کارگردانی محمدعلی آهنگر و نویسندگی محمدرضا گوهری، محمدعلی آهنگر محصول سال ۱۳۷۸ است.

## خلاصه داستان
راحیل که نگران حال نامزدش علی است، بی‌خبر نزد علی به جبهه می‌رود. علی از راحیل می‌خواهد که به خانه برگردد اما او قبول نمی‌کند و تصمیم می‌گیرد که در خانه پدری خود در آبادان بماند. علی فکر می‌کند که باید فقط به جنگ فکر کند، اما فرمانده اش به او گوشزد می‌کند که باید به فکر خانواده اش نیز باشد. علی و راحیل در آبادان زندگی مشترک خود را شروع می‌کنند و راحیل به عنوان امدادگر مشغول به کار می‌شود. علی به خط مقدم جبهه می‌رود و در حالی که همه تصور می‌کنند او به شهادت رسیده، توسط یک بی‌سیم خبر زنده بودن علی را به راحیل می‌رسانند.

## بازیگران
- سارا پرچم
- فرشته سرابندی
- رامبد شکرآبی
- محمود مقامی
- حمید آذرنگ
- محمد رشیدی
- مجید زارع کار
- قاسم حساوی
- علی چکشی
- جلال حدپورسراج
- راحیل بنت تمیم
- یوسف جوکار
- محسن نیکویی
- خداداد مجلسی
- عباس بلوندی